# Хоф-ам-Лайтаберге
Хоф-ам-Лайтаберге (нем. Hof am Leithaberge) — ярмарочная коммуна (нем. Marktgemeinde) в Австрии, в федеральной земле Нижняя Австрия.
Входит в состав округа Брук-на-Лайте. Население составляет 1433 человека (на 31 декабря 2005 года). Занимает площадь 21,98 км². Официальный код — 3 07 13.

## Политическая ситуация
Бургомистр коммуны — Хуберт Гермерсхаузен (АНП) по результатам выборов 2005 года.
Совет представителей коммуны (нем. Gemeinderat) состоит из 19 мест.
- АНП занимает 12 мест.
- СДПА занимает 6 мест.
- АПС занимает 1 место.